# برج وستهافن
برج وستهافن (انگلیسی: Westhafen Tower) ساختمان اداری ۳۰ طبقه مستقر در شهر فرانکفورت است، که پروژه ساخت آن در سال ۲۰۰۱ آغاز شد و در سال ۲۰۰۴ به بهره‌برداری رسید.